# Премія Гільдії кіноакторів США (2012)
18-а церемонія вручення нагород премії Гільдії кіноакторів США за заслуги у галузі кінематографу та телебаченні за 2011 рік відбулася 29 січня 2012 року у Лос-Анджелесі, Каліфорнія.
Номінанти премії були оголошені 14 грудня 2011 року.

## Лауреати та номінанти
Тут наведено повний список номінантів премії.

### Ігрове кіно
| Лауреати виділені окремим кольором. |

#### Найкраща чоловіча роль
| Лауреат                 | номінанти |
| ----------------------- | --- |
| - Жан Дюжарден «Артист» | - Бред Пітт «Людина, який змінив все» - Джордж Клуні «Нащадки» - Леонардо ДіКапріо «Дж. Едгар» - Деміан Бішір «Краще життя» (англ. A Better Life) |

#### Найкраща жіноча роль
| Лауреат                  | Номінанти |
| ------------------------ | --- |
| - Віола Девіс «Прислуга» | - Гленн Клоуз «Таємничий Альберт Ноббс» - Мішель Вільямс «7 днів і ночей з Мерилін» - Меріл Стріп «Залізна леді» - Тільда Свінтон «Щось не так з Кевіном» |

#### Найкраща чоловіча роль другого плану
| Лауреат                          | Номінанти |
| -------------------------------- | --- |
| - Крістофер Пламмер «Початківці» | - Кеннет Брана «7 днів і ночей з Мерилін» - Нік Нолті «Воїн» - Армі Гаммер «Дж. Едгар» - Джона Гілл «Людина, яка змінила все» |

#### Найкраща жіноча роль другого плану
| Лауреат                      | Номінанти |
| ---------------------------- | --- |
| - Октавія Спенсер «прислуга» | - Джанет Мактір «Таємничий Альберт Ноббс» - Джессіка Честейн «Прислуга» - Меліса Маккарті «Дівичник у Вегасі» - Береніс Бежо «Артист» |

#### Найкращий акторський склад у ігровому кіно
| Лауреат та номінанти  |
| --------------------- |
| •«Прислуга»           |
| • «Артист»            |
| • «Дівичник у Вегасі» |
| • «Нащадки»           |
| • «Опівночі в Парижі» |

#### Найкращий каскадерський ансамбль в ігровому кіно
| Лауреат та номінанти                              |
| ------------------------------------------------- |
| •«Гаррі Поттер та Смертельні реліквії: частина 2» |
| • «Ковбої проти прибульців»                       |
| • «Люди Ікс: Перший Клас»                         |
| • «Змінюючи реальність»                           |
| • «Трансформери: Темний бік Місяця»               |

### Телесеріали
| Лауреати виділені окремим кольором. |

#### Найкраща чоловіча роль у телефільмі або мінісеріалі
| Лауреат                                                 | Номінанти |
| ------------------------------------------------------- | --- |
| - Пол Джіаматті «Крах неприйнятний: рятуючи Волл-стріт» | - Лоуренс Фішборн «Суддя Тергуд» - Джеймс Вудс «Крах неприйнятний: рятуючи Волл-стріт» - Грег Кіннер «Клан Кеннеді» - Гай Пірс «Мілдред Пірс» |

#### Найкраща жіноча роль у телефільмі або мінісеріалі
| Лауреат                       | Номінанти |
| ----------------------------- | --- |
| - Кейт Вінслет «Мілдред Пірс» | - Даян Лейн «Правдиве кіно» - Меггі Сміт «Абатство Даунтон» - Емілі Вотсон «Попечитель» - Бетті Вайт «Втрачений Валентин» |

#### Найкраща чоловіча роль у драматичному серіалі
| Лауреат                           | Номінанти |
| --------------------------------- | --- |
| - Стів Бушемі «Підпільна імперія» | - Браян Кренстон «У всі тяжкі» - Майкл Карлайл Голл «Декстер» - Кайл Чендлер «Вогні нічної п'ятниці» - Патрік Джей Адамс «Форс-мажори» |

#### Найкраща жіноча роль у драматичному серіалі
| Лауреат                                      | Номінанти |
| -------------------------------------------- | --- |
| - Джессіка Ленг «Американська історія жахів» | - Гленн Клоуз «Сутичка» - Кеті Бейтс «Закон Гаррі» - Кіра Седжвік «ловець» - Джуліанна Маргуліс «Гарна дружина» |

#### Найкраща чоловіча роль у комедійному серіалі
| Лауреат                    | номінанти |
| -------------------------- | --- |
| - Алек Болдвін «Студія 30» | - Ті Баррелл «Американська сімейка» - Ерік Стоунстріт «Американська сімейка» - Стів Керелл «Офіс» - Джон Краєр «Дві з половиною людини» |

#### Найкраща жіноча роль у комедійному серіалі
| Лауреат                            | номінанти |
| ---------------------------------- | --- |
| - Бетті Вайт «Красуні в Клівленді» | - Софія Вергара «Американська сімейка» - Джулі Боуен «Американська сімейка» - Еді Фалко «Сестра Джекі» - Тіна Фей «Студія 30» |

#### Найкращий акторський склад у драматичному серіалі
| Лауреат та номінанти |
| -------------------- |
| •«Підпільна імперія» |
| • «Пуститися берега» |
| • «Декстер»          |
| • «Гра престолів»    |
| • «Гарна дружина»    |

#### Найкращий акторський склад у комедійному серіалі
| Лауреат та номінанти       |
| -------------------------- |
| •«Американська сімейка»    |
| • «Офіс»                   |
| • «Студія 30»              |
| • «Теорія великого вибуху» |
| • «Хор»                    |

#### Найкращий каскадерський ансамбль в телесеріалах
| Лауреат та номінанти    |
| ----------------------- |
| •«Гра престолів»        |
| • «Декстер»             |
| • «Справжня кров»       |
| • «Саутленд»            |
| • «Спартак: Боги арени» |

## Премія Гільдії кіноакторів США за внесок у кінематограф
| Лауреат           |
| ----------------- |
| - Мері Тайлер Мур |